# بنک آو امریکا پلازا (دالاس)

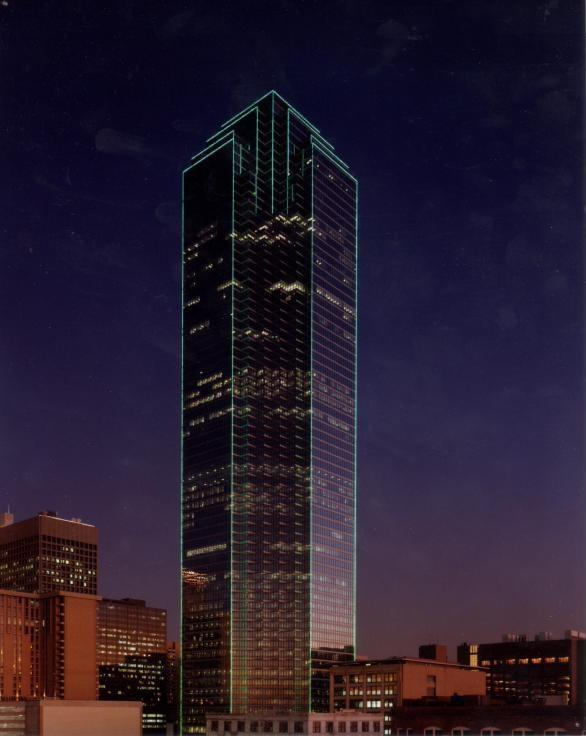

بانک آو آمریکا پلازا (به انگلیسی: Bank of America Center) نام یک برج مرتفع در دالاس در تگزاس است.
این برج در ۱۹۸۵ ساخته گردید، و ۲۸۵ متر ارتفاع دارد، که در سال ۲۰۰۹ سومین برج بلند تگزاس بود.
معماران این برج پست‌مدرنیستی، شرکت جی‌پی‌جی آرکیتکتس هستند.
شعبه مرکزی بانک آو آمریکا در دالاس در اینجا قرار دارد.

## نگارخانه

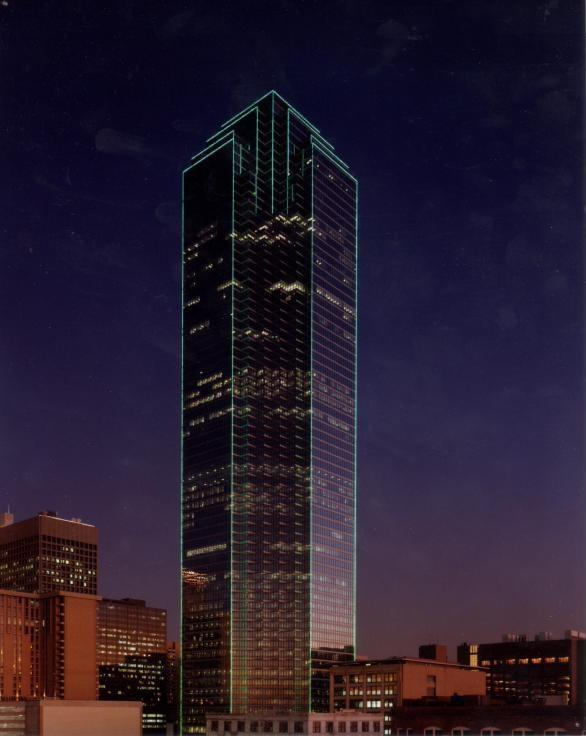
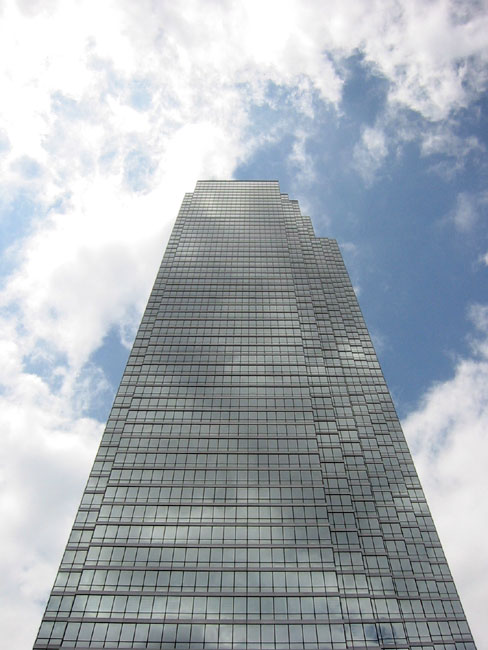
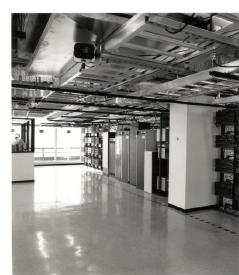